# Willowsia jacobsoni
Willowsia jacobsoni är en urinsektsart som först beskrevs av Borner 1913.  Willowsia jacobsoni ingår i släktet Willowsia och familjen brokhoppstjärtar. Inga underarter finns listade i Catalogue of Life.